# Aéroport de Muskrat Dam
L'aéroport de Muskrat Dam est situé à 3,7 km au nord de la communauté de la Première Nation de Muskrat Dam en Ontario au Canada.